# Маслеников, Владимир Павлович
Владимир Павлович Маслеников  (род. 12 января 1956, Минск) — белорусский художник-живописец. Работает в станковой живописи в жанрах пейзажа, портрета, натюрморта. Принимал участие в международных, всесоюзных, зарубежных и республиканских выставках начиная с 1980 г. (всего более 150 выставок). Заслуженный деятель искусств Республики Беларусь (2023).

## Биография
Родился в 1956 г. в Минске.
В 1974 — 1980 гг. учился на кафедре станковой живописи Белорусского государственного театрально-художественного института.
С 1989 г. — член Союза художников СССР.
В 1996—2014 гг. принимал участие в 18 международных пленэрах по живописи (1999 г. — диплом в номинации «Пейзаж настроения»).
С 1992 по 2010 гг. преподавал в Белорусском государственном университете культуры и искусств, доцент.
С 2011 г. является заведующим кафедрой живописи Белорусской государственной академии искусств, профессор.
Работы В. П. Масленикова находятся в Национальном художественном музее РБ, Музее современного изобразительного искусства, Музее Великой Отечественной войны, Могилёвском областном художественном музее, Музее физкультуры и спорта, Гомельском краеведческом музее, Литературном музее Я. Купалы, а также в частных коллекциях в России, Беларуси, Италии, Германии, США, Израиля, Франции, Швейцарии, Великобритании, Китая.

## Награды
В 2006 г. награждён нагрудным знаком Министерства культуры РБ «За вклад в развитие культуры Беларуси».
В 2012 г. награждён медалью Франциска Скорины.
В 2023 г. удостоен почётного звания «Заслуженный деятель искусств Республики Беларусь».